# Соцовце
Соцовце (слч. Socovce) насељено је мјесто са административним статусом сеоске општине (слч. obec) у округу Мартин, у Жилинском крају, Словачка Република.

## Становништво
| Година:    | 1994. | 2004.   | 2014.   | 2024.   |
| ---------- | ----- | ------- | ------- | ------- |
| Број људи: | 230   | 243     | 245     | 227     |
| Разлика:   |       | +5,65 % | +0,82 % | -7,34 % |

| Година:    | 2023. | 2024.   |
| ---------- | ----- | ------- |
| Број људи: | 228   | 227     |
| Разлика:   |       | -0,43 % |

Према подацима о броју становника из 2011. године насеље је имало 243 становника.